# 2013 (szám)
A 2013 (római számmal: MMXIII) egy természetes szám, szfenikus szám, a 3, a 11 és a 61 szorzata.

## A szám a matematikában
A tízes számrendszerbeli 2013-as a kettes számrendszerben 11111011101, a nyolcas számrendszerben 3735, a tizenhatos számrendszerben 7DD alakban írható fel.
A 2013 páratlan szám, összetett szám, azon belül szfenikus szám, kanonikus alakban a 31 · 111 · 611 szorzattal, normálalakban a 2,013 · 103 szorzattal írható fel. Nyolc osztója van a természetes számok halmazán, ezek növekvő sorrendben: 1, 3, 11, 33, 61, 183, 671 és 2013.
29 különböző szám valódiosztó-összegeként áll elő, ezek közül a legkisebb a 4323.
A 2013 helyen az Euler-függvény helyettesítési értéke 1200, a Möbius-függvényé −1, a Mertens-függvényé −1.